# Hans von Hardeck
Hans von Hardeck (przed 1482–1533) – hrabia kłodzki w latach 1525–1533.
Miał brata Ulricha, również hrabiego kłodzkiego w latach 1501–1524. Jego szwagierką była Zdenka ziębicka (1483–1522), córka księcia Henryka I Starszego z Podiebradów.